# Ereteken van de Bundeswehr
Het Ereteken van de Bundeswehr, (Duits: "Ehrenzeichen der Bundeswehr") is een Duitse onderscheiding voor de strijdkrachten, de Bundeswehr, de Luftwaffe en de Bundesmarine. Er zijn meerdere uitvoeringen van dit Ereteken.

## De zeven graden van de decoratie
- Eremedaille van de Bundeswehr, (Duits:"Ehrenmedaille der Bundeswehr")

Voor voorbeeldige plichtsvervulling tijdens een diensttijd van ten minste 7 maanden
- Erekruis van de Bundeswehr in Brons, (Duits:"Ehrenkreuz der Bundeswehr in Bronze"),

Voor voorbeeldige plichtsvervulling en bovengemiddelde prestaties tijdens een diensttijd van ten minste 5 jaar
- Erekruis van de Bundeswehr in Zilver, (Duits:"Ehrenkreuz der Bundeswehr in Silber"),

Voor voorbeeldige plichtsvervulling en bovengemiddelde prestaties tijdens een diensttijd van ten minste 10 jaar
- Erekruis van de Bundeswehr in Zilver met Rode Rand, (Duits:"Ehrenkreuz der Bundeswehr in Silber mit roter Umrandung"),

Voor voorbeeldige plichtsvervulling en bijzonder verdienstelijke daden zij het zonder gevaar voor lijf en leven, aan dit kruis is geen minimaal vervulde diensttijd verbonden.
- Erekruis van de Bundeswehr in Goud, (Duits:"Ehrenkreuz der Bundeswehr in Gold"),

Voor voorbeeldige plichtsvervulling en bovengemiddelde prestaties tijdens een diensttijd van ten minste 20 jaar
- Erekruis van de Bundeswehr in Goud met Rode Rand, (Duits:"Ehrenkreuz der Bundeswehr in Gold mit roter Umrandung"),

Voor voorbeeldige plichtsvervulling en bijzonder verdienstelijke daden die gevaar voor lijf en leven met zich meebrachten, aan dit kruis is geen minimaal vervulde diensttijd verbonden.
- Het Erekruis van de Bundeswehr voor Dapperheid, (Duits: "Ehrenkreuz der Bundeswehr für Tapferkeit"), ingesteld op 13 augustus 2008

Dit is de hoogste Duitse onderscheiding voor moed en de hoogste onderscheiding van de Bundeswehr. Aan de verlening is geen minimaal vervulde diensttijd verbonden. 
De decoratie van de Bundeswehr werd in 1980 ter gelegenheid van de 25ste verjaardag van de strijdkrachten door de federale minister van Defensie Hans Apel ingesteld. Op 29 oktober 1980 heeft Bondspresident Karl Carstens de stichting van de onderscheiding en het uitreiken van medailles en decoraties in een decreet goedgekeurd.
De eerste uitreiking vond op 6 november 1980 plaats.
| Eremedaille | Erekruis in Brons | Erekruis in Zilver | Erekruis in Zilver met Rode Rand | Erekruis in Goud | Erekruis in Goud met Rode Rand | Erekruis voor Dapperheid |
| ----------- | ----------------- | ------------------ | -------------------------------- | ---------------- | ------------------------------ | ------------------------ |
|             |                   |                    |                                  |                  |                                |                          |
|             |                   |                    |                                  |                  |                                |                          |

De medaille wordt toegekend door de federale minister van Defensie "als een erkenning voor trouwe dienst en in de waardering van voorbeeldige soldateske plicht ' en zal meestal resulteren in disciplinaire toezichthouders met de rang van bataljonscommandant uitgegeven.
Voor speciale diensten - zoals na een levensreddende - kan worden bekroond met de medaille, zelfs vóór het bereiken van de minimale periode van dienst. Het toekennen van een lager niveau is niet een voorwaarde voor de toekenning van een hoger niveau, zodat de maatregelen moeten worden genomen samen van Eer.
In uitzonderlijke gevallen kunnen zij burgers en soldaten door buitenlandse troepen zal worden gehonoreerd als ze "zich zeer verdienstelijk gemaakt Bundeswehr" te hebben.
Men draagt al deze kruisen en de medaille naast elkaar en er is geen sprake van dat men een van de decoraties al moet bezitten om een tweede of derde toegekend te krijgen.
Op 10 oktober 2008 heeft Bondspresident Horst Köhler de op 13 augustus 2008 door de federale Minister van Defensie Franz Josef Jung ingestelde speciale Zesde Klasse van het Ereteken; het Erekruis van de Bundeswehr voor Dapperheid, in een Presidentieel Decreet goedgekeurd. 
Dit gouden kruis kan worden toegekend voor daden die ver boven de verwachte moed bij het uitoefenen van de plicht uitreiken", (Duits: die für Taten verliehen wird die „weit über das erwartete Maß an Tapferkeit im Rahmen der Pflichterfüllung hinausgehen"). Op het lint wordt een gouden eregesp, eerder naar Oost-Duits model dan volgens de traditie van de Bondsrepubliek, met dubbele eikenbladeren vastgemaakt.
Het Gouden Kruis werd op 6 juli 2009 voor de eerste keer aan vier militairen uitgereikt.
- Sergeant-majoor Jan Berger
- Sergeant Alexander Dietz
- Sergeant Henry Lukacs
- Sergeant-majoor Mark Geest